# Distretto di Chontali
Il distretto di Chontali è uno dei dodici distretti  della provincia di Jaén, in Perù. Si trova nella regione di Cajamarca e si estende su una superficie di 428,55 chilometri quadrati.

Istituito il 28 dicembre 1943, ha per capitale la città di Chontali; al censimento 2005 contava 10.344 abitanti.